# Leopold Kwiatkowski
Leopold Kwiatkowski ps. „Tomek”, „Bela”,„Szostak”, „Andrzej”,„Cis” (ur. 11 listopada 1906 w Nowym Sączu
, zm. 11 lutego 1968 tamże) – pilot, instruktor szybowcowy, instruktor narciarstwa,  żołnierz AK, kurier ZWZ.

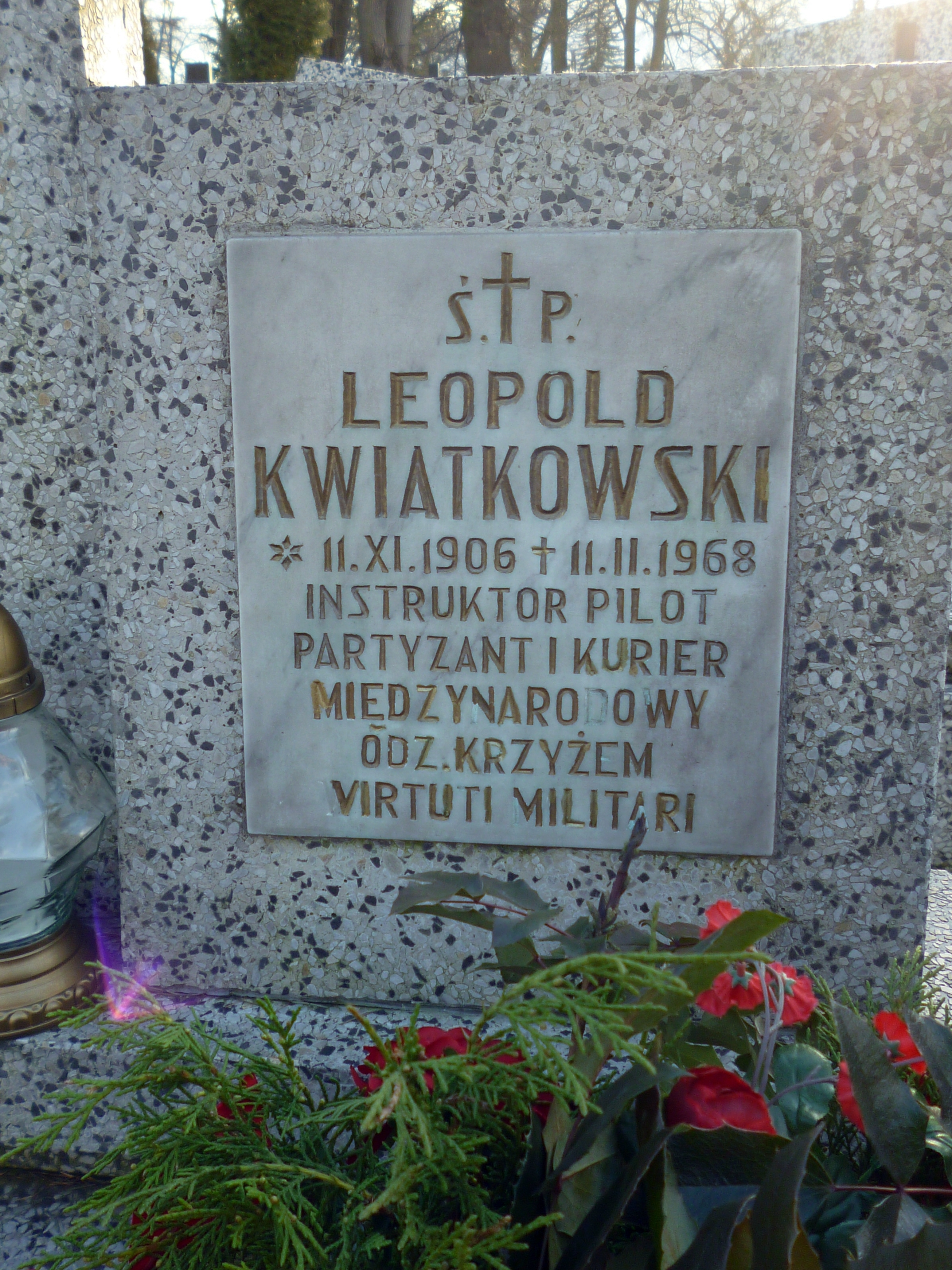
Tablica na nagrobku Leopolda Kwiatkowskiego

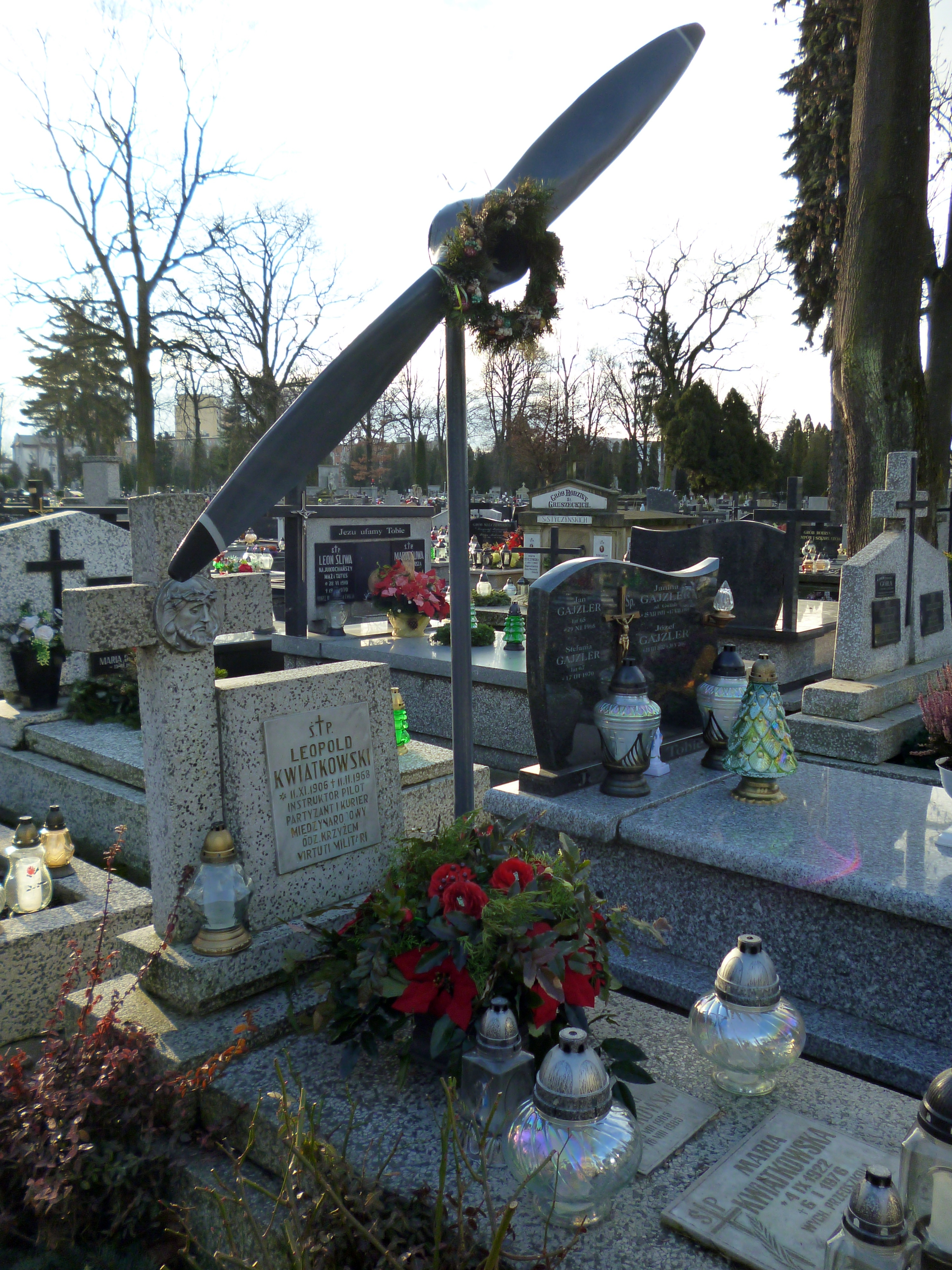
Grób Leopolda Kwiatkowskiego w Nowym Sączu

## Życiorys
Leopold Kwiatkowski urodził się 11 listopada 1906 w Nowym Sączu. Ukończył Szkołę Powszechną w Nowym Sączu następnie edukację kontynuował w Zakopanem w Państwowej Szkole Przemysłu Drzewnego, którą ukończył w 1928.
W czasie nauki należał do szkolnego koła modelarstwa lotniczego, gdzie zainteresował się lotnictwem i budował modele samolotów i szybowców.
W 1929 roku odbywał służbę wojskową w 3 Pułku Strzelców Podhalańskich w Bielsku-Białej.
W jednostce wojskowej należał do sekcji narciarskiej Wojskowego Klubu  Sportowego 3PSP. Jako zawodnik WKS startował na zawodach w Żywcu, gdzie zajął III miejsce w skokach narciarskich. W późniejszym czasie startował wielokrotnie jako zawodnik Związku Strzeleckiego “Strzelec”, Kolejowego Przysposobienia Wojskowego.
Do najważniejszych startów w zawodach należą:
Mistrzostwa Związku Strzeleckiego “Strzelec”:  w 1931 roku Jordanowie (I miejsce, bieg klasyczny 14km, skoki, II miejsce),  Mistrzostwa Kolejowego Przysposobienia Wojskowego Okręgu Krakowskiego w Zakopanem  (II miejsce drużynowego biegu  patrolowego), Mistrzostwa KPW w Wilnie (II miejsce bieg klasyczny 15km). W latach 1929–1931 był jednym z organizatorów sekcji narciarskiej Kolejowego Przysposobienia Wojskowego "Sandecja" w którym pełnił także funkcję trenera do 1938 roku. Jego wychowankami byli: Roman Stramka, Julian Zubek, Zbigniew Ryś, Jan Freisler.

W 1932 roku został członkiem Kolejowego Koła Szybowcowego LOPP w Nowym Sączu, pracował również przy budowie szybowca CWJ w Warsztatach Kolejowych oraz był trenerem w sekcji narciarskiej Kolejowego Klubu Przysposobienia Wojskowego
.
Na Winnej Górze koło Nowego Sącza wziął udział w kursie szybowcowym, zdobył uprawnienia pilota szybowcowego klasy A. W następnych latach uzyskał kategorie B i C pilota szybowcowego, w 1933 roku w Bezmiechowej zdobył uprawnienia instruktora szybowcowego. Brał udział w  krajowych zawodach szybowcowych organizowanych przez Aeroklub Rzeczypospolitej Polskiej w 1934 roku IV Krajowych Zawodach  Szybowcowych w Ustianowej na szybowcu IS-B Komar jako zawodnik krakowskiej sekcji lotniczej 
Ligi Obrony Powietrznej i Przeciwgazowej (LOPP). W następnym roku startuje na V Krajowych Zawodach  Szybowcowych gdzie w klasyfikacji ogólnej Leopold Kwiatkowski zajął 8 miejsce w klasyfikacji wysokości lotów (suma wysokości lotowów) i 7 miejsce w klasyfikacji czasów lotów (suma czasów lotów) oraz zdobył srebrny medal za wykonanie zadania dziennego zawodów za przelot docelowy Sanoka. W nowo powstałej  Szkole Szybowcowej LOPP Okręgu Krakowskiego w Tęgoborzy pełnił funkcję instruktora szybowcowego.
W sierpniu 1939  ewakuował z Tęgoborzy do Stanisławowa  mienie szkoły szybowcowej  której  był komendantem. Podczas okupacji niemieckiej poszukiwany był przez Niemców, ukrywał się, wstąpił do  organizacji konspiracyjnej ZWZ gdzie jako sportowiec i żołnierz rezerwy brał udział w tworzeniu tras, punktów łączności i melin służących do przerzucania polskich żołnierzy i cywilów z okupowanej Polski na Węgry przez granicę słowacką.
Do służby kurierskiej zaangażował  swojego wychowanka,  zawodnika sądeckiego Klubu Sportowego KPW Romana Stramkę ps. „Romek”.
Wiosną 1940 roku będąc w  Budapeszcie Kwiatkowski został zaprzysiężony i jako żołnierz  podziemia pod ps ”Tomek” rozpoczął  regularną pracę kuriera na trasie Warszawa – Kraków – Nowy Sącz – Budapeszt. Kwiatkowski pokonywał szlaki kurierskie o kryptonimach „Poprad" i  „Dunajec", przebiegały one przez Piwniczną i Szczawnicę, gdzie najczęściej przekraczał granicę.
W marcu 1940  Centralnego Komitetu Obrony Narodowej  polecił dostarczyć bardzo ważne dokumenty  oraz przeprowadzić z Nowego Sącza do  Budapesztu Ryszarda Świętochowskiego najbliższego współpracownika  gen Władysława Sikorskiego, zadanie wykonali Kwiatkowski, Roman Stramka ps „Romek”, Jan Freisler ps „Sądecki”, Klemens  Gucwa ps „Góral”, przy granicy słowacko-węgierskiej  kurierzy natknęli się na węgierską straż graniczną, Świętochowski został aresztowany, kurierzy zbiegli z dokumentami które zostały dostarczone do gen Sikorskiego.
Kwiatkowski od 1942 uruchomił nową sztafetową trasę  kurierską  z Rabę Wyżną do Orawkę przez Trstenę na Słowacji, do Popradu i dalej na Węgry.
Jako kurier łącznie 102 razy przekroczył  zieloną granicę z tego 16 razy do Budapesztu, 86 razy w systemie sztafetowym na Słowację przenosząc materiały konspiracyjne, pieniądze i broń.  Kiedy Gestapo rozpoczęło aresztowania jego siatki kurierskiej wstąpił do oddziału partyzanckiego pod dowództwem  Juliana Zapały ps „Lampart ” działającego w Gorcach.
Po zakończeniu II wojny światowej  wrócił do Szkoły Szybowcowej w Tęgoborzy gdzie brał udział w jej odbudowie i pracował w niej jako instruktor szybowcowy do 1948 roku, w tym samym roku został wybrany jednym z  Komisarzy Sportowych Aeroklubu RP na województwo krakowskie.
Do jesieni 1950 roku pełnił funkcję kierownika szkoły szybowcowej która została rozwiązana przez komunistyczne władze a Kwiatkowski został usunięty z pracy w lotnictwie przez komunistyczną władze za przynależność do AK w czasie okupacji niemieckiej i został skierowany do pracy w kamieniołomach. Jednak po roku 1956 został zrehabilitowany powrócił do pracy lotnictwie do utworzonego Aeroklubu Podhalańskiego w Łososinie Dolnej.
W 1958 roku za wyjątkowy wkład pracy w dziedzinie lotnictwa został uhonorowany przez Międzynarodową Federacje Lotniczą (FAI) dyplomem Paula Tissandiera.
W latach 1962–1968  Leopold Kwiatkowski pełnił funkcję kierownika Aeroklubu Podhalańskiego w Łososinie Dolnej.
Leopold Kwiatkowski zmarł 11 lutego 1968 roku w Nowym Sączu, pochowany został na Katolickim Cmentarzu Komunalnym przy ul. Rejtana.

## Upamiętnienie
- Jedna z ulic w Nowym Sączu na osiedlu Gorzków otrzymała nazwę  Kwiatkowskiego Leopolda
- Aeroklub Podhalański nosi imię Leopolda Kwiatkowskiego

## Odznaczenia i wyróżnienia
- Srebrna Odznaka LOPP
- Krzyż Srebrny Virtuti Militari
- Złoty Krzyż Zasługi
- Brązowy Krzyż Zasługi
- Krzyż Partyzancki
- Brązowy Medal za Zasługi dla Obronności Kraju
- dyplom Paula Tissandiera
- Zasłużony Działacz Lotnictwa Sportowego